# Lohfelden
Lohfelden – miejscowość i gmina w Niemczech, w kraju związkowym Hesja, w rejencji Kassel, w powiecie Kassel.

## Współpraca
Miejscowości partnerskie:
- Alcalá la Real, Hiszpania
- Berg im Drautal, Austria
- Trutnov, Czechy